# 鈴木清 (実業家)

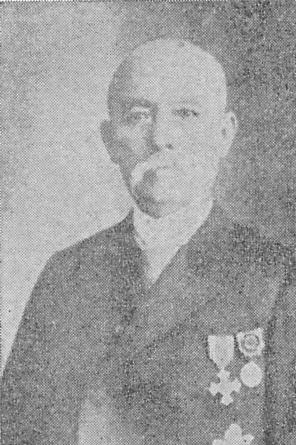
鈴木清

鈴木 清（すずき きよし　嘉永元年4月29日（1848年5月31日） - 1915年（大正4年）3月21日）は、日本の実業家。北海道開拓を事業とした赤心社の初代社長であり、また、神戸区会議員、赤十字神戸支部幹事、神戸商業会議所議員なども務めた。

## 来歴
元摂津国三田藩士。家は代々九鬼家の重臣であったが、廃藩置県を転機に神戸に移って事業に手を出すようになる。ここでアメリカン・ボードの宣教師で神学博士J・D・デイヴィスに出会ったことからキリスト教徒となり、1874年（明治7年）、日本初の会衆派教会である摂津第一公会（現・日本基督教団神戸教会）の創立に参画。
1878年（明治11年）ごろには日本初となる牛肉缶詰の製造を行なって事業も大いに伸びていたが、その後北海道開拓を志し、1880年（明治13年）、移民による浦河開拓を目的とするキリスト教結社である赤心社を興した。
赤心社による開拓は、蝗害などのため当初困難を極めたが、副社長の沢茂吉が現地に渡って指導を続けたことなどもあり、1886年（明治19年）ごろからは軌道に乗るようになった。特に、牧畜事業を始めたことは、その後日高一円が馬産地として発展することの基礎となっている。なお、鈴木や沢ら幹部は敬虔なクリスチャンであったため、赤心社の事業が軌道に乗った後も、給料など幹部の物質的報酬は最低限に抑えられていた。